# Röddensen
Röddensen ist ein Dorf in der Region Hannover, 16 km östlich der Landeshauptstadt Hannover und 5 km nördlich von Lehrte, in Niedersachsen.

## Geografie
Röddensen ist Ortsteil der Stadt Lehrte und hat als Nachbarorte im Norden Burgdorf, im Osten Steinwedel, im Süden Aligse und im Westen Kolshorn. Bis 1974 war Röddensen Teil des Landkreises Burgdorf.

## Geschichte
1285 hieß das Dorf Rodense. Am 1. März 1974 wurde Röddensen in die Stadt Lehrte eingegliedert.

## Politik

### Ortsrat
Der Ortsrat verantwortet die Ortsteile Aligse, Kolshorn und Röddensen gemeinsam und besteht aus zwei Ratsfrauen und vier Ratsherren. Im Ortsrat befindet sich zusätzlich ein beratendes Mitglied (SPD).
| Partei / Liste        | Sitze 2021 | Sitze 2016 |
| CDU                   | 4          | 3          |
| BÜNDNIS 90/DIE GRÜNEN | 2          | -          |
| FDP                   | 1          | -          |
| SPD                   | -          | 4          |

(Stand: Kommunalwahl 12. September 2021)

### Ortsbürgermeister
Der Ortsbürgermeister ist Frank Seger (CDU). Sein Stellvertreter ist Hendrik Thiele (CDU).

### Wappen
Der Entwurf des Wappens von Röddensen stammt von dem in Gadenstedt geborenen und später in Hannover lebenden Heraldiker und Grafiker Alfred Brecht, der schon die Wappen von Bantorf, Barrigsen, Egestorf und vielen anderen Ortschaften im Landkreis Hannover entworfen hat. Die Genehmigung des Wappens wurde am 9. November 1970 durch den Regierungspräsidenten in Lüneburg erteilt.
| Wappen von Röddensen | Blasonierung: „Unter goldenem Schildhaupt, darin ein blauer Schlüssel, in Blau eine goldene Pflugschar.“ |
| Wappen von Röddensen | Wappenbegründung: Die Wappenfarben Gold und Blau sind die der Herzöge zu Lüneburg und sollen auf die Zugehörigkeit der ehemaligen Gemeinde Röddensen zu deren Bereich hinweisen. Der in das Schildhaupt gelegte blaue Schlüssel ist einer der beiden aus dem Wappen der Herren von Escherde und symbolisiert die ältesten Zehnt- und Gerichtsherren. Um zu dokumentieren, dass es sich bei Röddensen um ein charakteristisches Bauerndorf handelt, das bis in die Gegenwart hinein von jeglicher Industrie freigeblieben ist, ist eine Pflugschar in das Wappen hineingenommen worden. |

## Kultur und Sehenswürdigkeiten

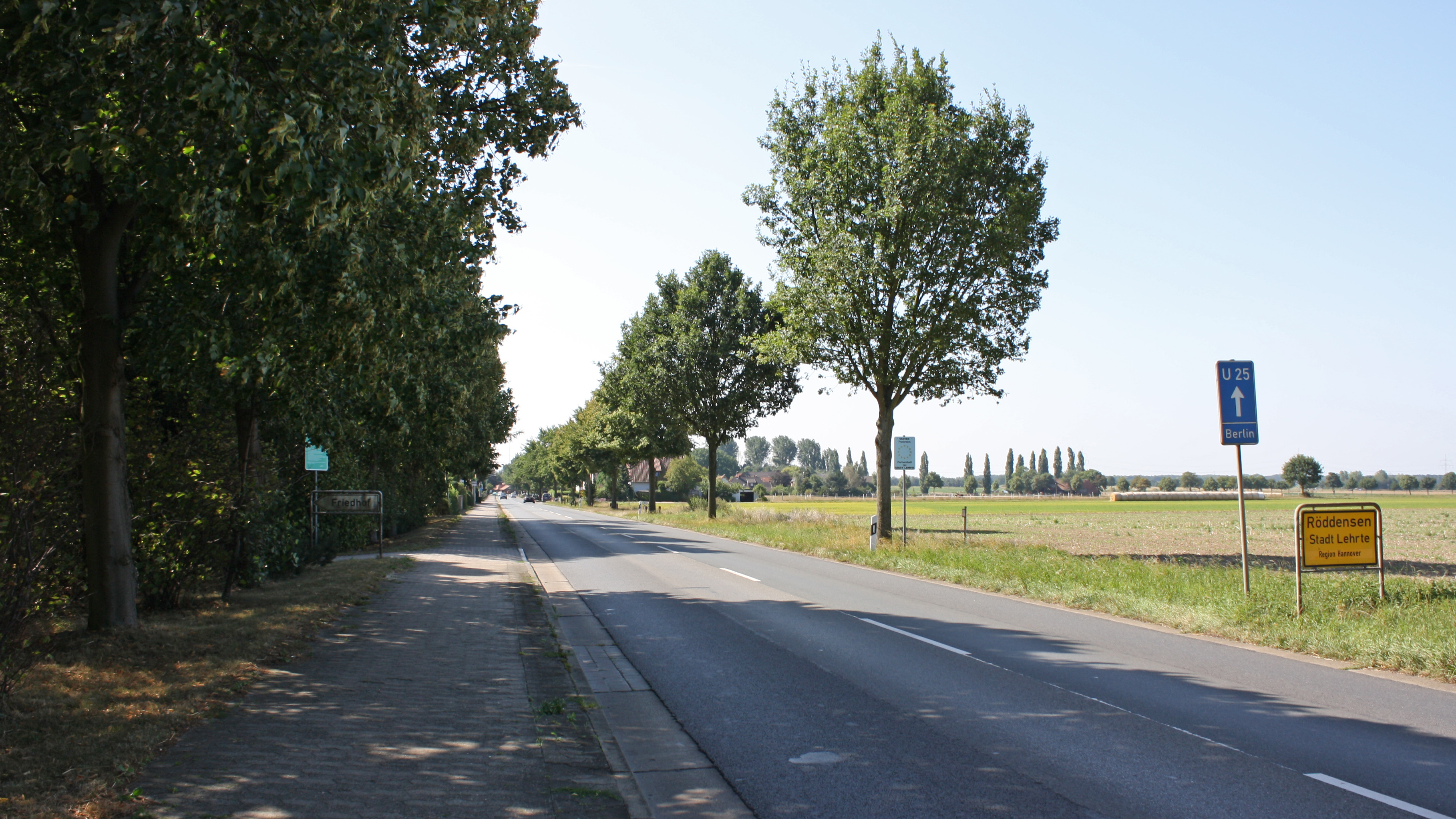
Der nördliche Ortseingang
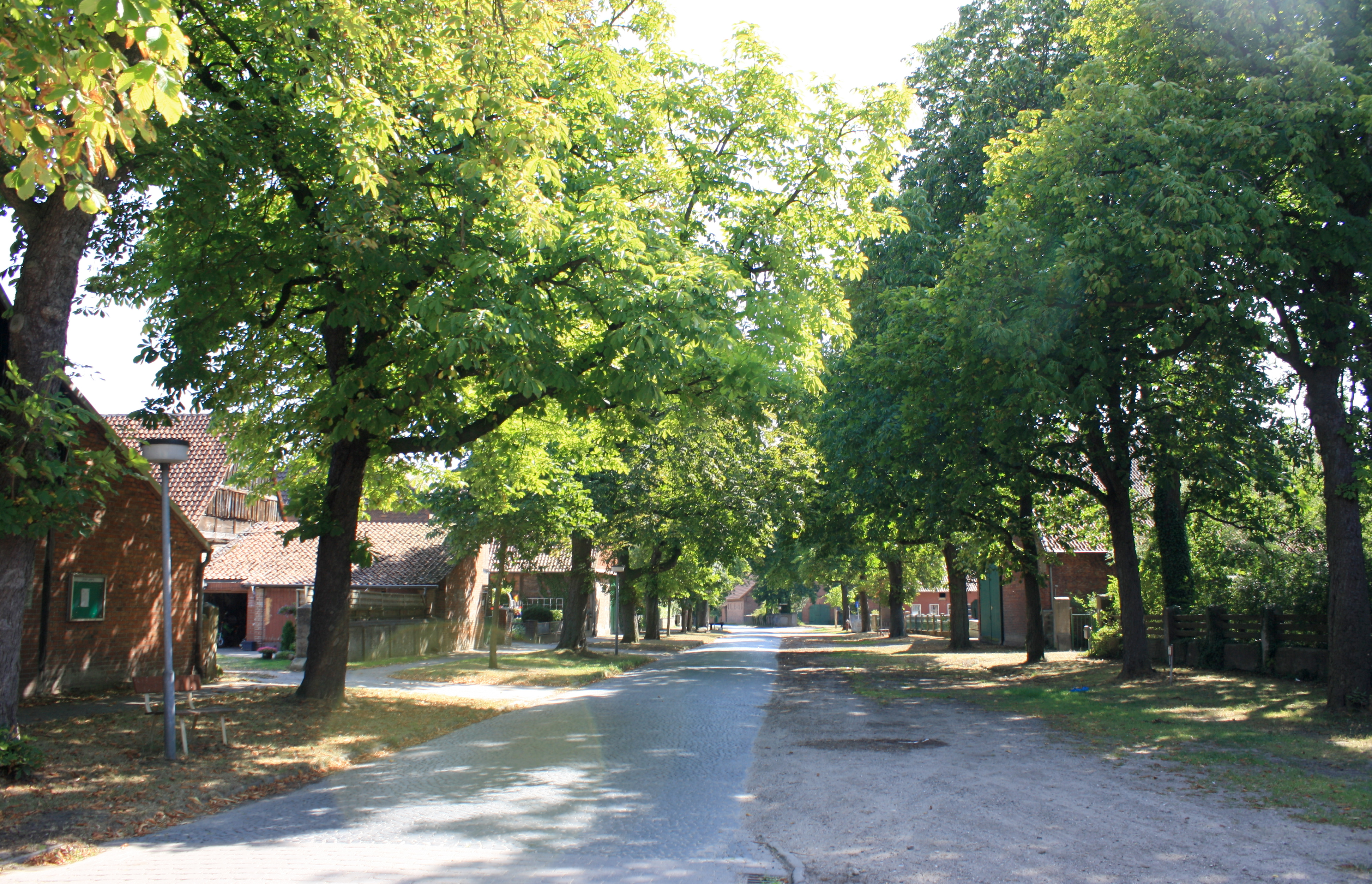
Die Röddenser Dorfstraße

## Wirtschaft und Infrastruktur
Röddensen ist landwirtschaftlich geprägt (Spargel, Getreide, Kartoffeln, Zuckerrüben). Daneben existieren einige kleinere Gewerbebetriebe. Größter Arbeitgeber im Ort ist die Götting KG mit knapp 100 Mitarbeitern. Der Hauptteil der Bevölkerung aber findet Beschäftigung außerhalb des Orts.
Verkehr
Röddensen liegt auf halber Strecke zwischen den Mittelzentren Lehrte und Burgdorf an der Bundesstraße 443. Der zwei Kilometer entfernte Bahnhof Aligse wird von den S-Bahnlinien 6 und 7 (Hannover–Celle) bedient. Die Linie 6 fährt dabei als sogenannter Kurvenzug an Lehrte vorbei und erreicht die Landeshauptstadt Hannover – bei nur einem Zwischenhalt in Hannover Karl-Wiechert-Allee – in etwa 15 Minuten Fahrzeit. Die Linie 7 erreicht Hannover Hauptbahnhof über die Zwischenhalte Lehrte, Ahlten, Hannover Anderten-Misburg, Hannover Karl-Wiechert-Allee und Hannover Kleefeld in knapp 30 Minuten. 
Zur Autobahn A2 Berlin–Dortmund sind es nur etwa 3,5 km (Anschlussstelle Lehrte), von dort zum Kreuz Hannover-Ost (Kreuzung mit der A7 Kassel–Hamburg/Bremen) weitere 2 km.